# Seehäusl (Neusitz)
Seehäusl (früher auch Gärtleinsseehaus genannt) ist ein Gemeindeteil der Gemeinde Neusitz im Landkreis Ansbach (Mittelfranken, Bayern). Seehäusl liegt in der Gemarkung Schweinsdorf.

## Geografie
Die Einöde liegt am Seebachgraben, der mit dem Bauerngraben und Schweinsbach zum Saubach zusammenfließt, einem linken Zufluss des Steinbachs. Ein Anliegerweg führt zu einer Gemeindeverbindungsstraße (0,3 km östlich), die nach Schweinsdorf (0,5 km südlich) bzw. nach Hartershofen zur Kreisstraße AN 8 verläuft (2 km nördlich).

## Geschichte
Im Rahmen des Gemeindeedikts (frühes 19. Jahrhundert) wurde Seehäusl dem Steuerdistrikt und der Ruralgemeinde Schweinsdorf zugeordnet. Im Zuge der Gebietsreform in Bayern wurde Seehäusl am 1. Mai 1978 nach Neusitz eingemeindet.

### Einwohnerentwicklung
| Jahr      | 001818 | 001840 | 001871 | 001885 | 001900 | 001925 | 001950 | 001961 | 001970 | 001987 |
| Einwohner | 3      | 6      | 3      | 4      | *      | *      | *      | *      | 3      | 6      |
| Häuser    | 1      | 2      |        | 1      | *      | *      | *      | *      |        | 1      |
| Quelle    | [ 2 ]  | [ 8 ]  | [ 9 ]  | [ 10 ] | [ 11 ] | [ 12 ] | [ 13 ] | [ 14 ] | [ 15 ] | [ 1 ]  |

## Religion
Der Ort ist seit der Reformation evangelisch-lutherisch geprägt und bis heute nach St. Ottilia (Schweinsdorf) gepfarrt. Die Einwohner römisch-katholischer Konfession sind nach St. Johannis (Rothenburg ob der Tauber) gepfarrt.